# Seznam vítězek ženské čtyřhry na Australian Open

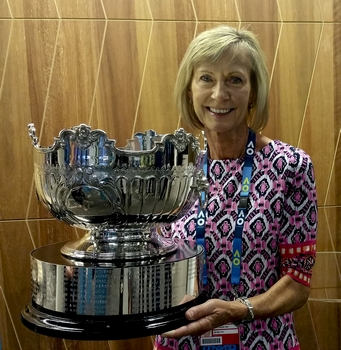
Australanka Diane Evers Brownová s trofejí pro vítězky ženské čtyřhry, jíž získala v roce 1979

Seznam vítězek ženské čtyřhry na Australian Open uvádí přehled šampionek ženské deblové soutěže na tenisovém turnaji Australian Open.
Australian Open je úvodní tenisový Grand Slam sezóny, každoročně hraný ve druhé polovině ledna. Do roku 1987 probíhal na trávě. S přesunem z Kooyong Lawn Tennis Clubu do Melbourne Parku se začal odehrávat na tvrdém povrchu. Premiérový ročník ženské čtyřhry se uskutečnil po první světové válce v roce 1922.

## Historie
Australian Open se profesionálům otevřel jako poslední z grandslamů a první ročník v open éře byl odehrán roku 1969. Během druhé světové války (1941–1945) a v roce 1986 turnaj neproběhl. V sezóně 1977 se konaly dva ročníky v důsledku přeložení na závěr roku, první během ledna a druhý v prosinci. Pro nepříznivé počasí byl finálový duel v roce 1976 odehrán na jeden prodloužený set do osmi gemů. Vítězkami se staly Australanky Evonne Goolagong Cawleyová a Helen Gourlay Cawleyová po výhře 8–1. Finále prosincového turnaje v roce 1977 pak nebylo odehráno vůbec pro déšť a obě dvojice sdílely titul.
Absolutní rekord v počtu 12 titulů drží Australanka Thelma Coyneová Longová, která je vyhrála mezi lety 1936–1958. V otevřené éře dosáhla nejvyššího počtu 8 trofejí v osmdesátých letech 20. století Martina Navrátilová.
Nejmladší šampionkou se roku 1998 v 15 letech a 10 měsících stala Chorvatka Mirjana Lučićová. Naopak nejstarší držitelkou trofeje byla ve 39 letech a 3 měsících Thelma Coyneová Longová při zisku závěrečné trofeje roku 1958.

## Přehled finále

### Amatérská éra
| Rok  | vítězky                                              | finalistky                                            | výsledek      |
| ---- | ---------------------------------------------------- | ----------------------------------------------------- | ------------- |
| 1922 | Esna Boyd Robertsonová Marjorie Mountainová          | Floris St. Georgeová Gwen Utzová                      | 1–6, 6–4, 7–5 |
| 1923 | Esna Boyd Robertsonová Sylvia Lance Harperová        | Mall Molesworthová Beryl Turnerová                    | 6–1, 6–4      |
| 1924 | Daphne Akhurst Cozensová Sylvia Lance Harperová      | Kathleen Le Messurierová Meryl O'Hara Woodová         | 7–5, 6–2      |
| 1925 | Daphne Akhurst Cozensová Sylvia Lance Harperová      | Esna Boyd Robertsonová Kathleen Le Messurierová       | 6–4, 6–3      |
| 1926 | Esna Boyd Robertsonová Meryl O'Hara Woodová          | Daphne Akhurst Cozensová Marjorie Cox Crawfordová     | 6–3, 6–8, 8–6 |
| 1927 | Louie Bickertonová Meryl O'Hara Woodová              | Esna Boyd Robertsonová Sylvia Lance Harperová         | 6–3, 6–3      |
| 1928 | Daphne Akhurst Cozensová Esna Boyd Robertsonová      | Kathleen Le Messurierová Dorothy Westonová            | 6–3, 6–1      |
| 1929 | Daphne Akhurst Cozensová Louie Bickertonová          | Sylvia Lance Harperová Meryl O'Hara Woodová           | 6–2, 3–6, 6–2 |
| 1930 | Mall Molesworthová Emily Hood Westacottová           | Marjorie Cox Crawfordová Sylvia Lance Harperová       | 6–3, 0–6, 7–5 |
| 1931 | Louie Bickertonová Daphne Akhurst Cozensová          | Nell Lloydová Gwen Utzová                             | 6–0, 6–4      |
| 1932 | Coral McInnes Buttsworthová Marjorie Cox Crawfordová | Kathleen Le Messurierová Dorothy Westonová            | 6–2, 6–2      |
| 1933 | Mall Molesworthová Emily Hood Westacottová           | Joan Hartigan Bathurstová Marjorie Gladman Van Rynová | 6–3, 6–3      |
| 1934 | Mall Molesworthová Emily Hood Westacottová           | Joan Hartigan Bathurstová Ula Valkenburgová           | 6–8, 6–4, 6–4 |
| 1935 | Evelyn Dearmanová Nancy Lyleová                      | Louie Bickertonová Nell Hall Hopmanová                | 6–3, 6–4      |
| 1936 | Thelma Coyne Longová Nancye Wynne Boltonová          | May Blicková Katherine Woodwardová                    | 6–2, 6–4      |
| 1937 | Thelma Coyne Longová Nancye Wynne Boltonová          | Nell Hall Hopmanová Emily Hood Westacottová           | 6–2, 6–2      |
| 1938 | Thelma Coyne Longová Nancye Wynne Boltonová          | Dorothy Bundy Cheneyová Dorothy Workmanová            | 9–7, 6–4      |
| 1939 | Thelma Coyne Longová Nancye Wynne Boltonová          | May Hardcastleová Emily Hood Westacottová             | 7–5, 6–4      |
| 1940 | Thelma Coyne Longová Nancye Wynne Boltonová          | Joan Hartigan Bathurstová Edie Niemeyerová            | 7–5, 6–2      |
| 1941 | nehráno                                              | nehráno                                               | nehráno       |
| 1942 | nehráno                                              | nehráno                                               | nehráno       |
| 1943 | nehráno                                              | nehráno                                               | nehráno       |
| 1944 | nehráno                                              | nehráno                                               | nehráno       |
| 1945 | nehráno                                              | nehráno                                               | nehráno       |
| 1946 | Joyce Fitchová Mary Bevis Hawtonová                  | Nancye Wynne Boltonová Thelma Coyne Longová           | 9–7, 6–4      |
| 1947 | Thelma Coyne Longová Nancye Wynne Boltonová          | Mary Bevis Hawtonová Joyce Fitchová                   | 6–3, 6–3      |
| 1948 | Thelma Coyne Longová Nancye Wynne Boltonová          | Mary Bevis Hawtonová Pat Jonesová                     | 6–3, 6–3      |
| 1949 | Thelma Coyne Longová Nancye Wynne Boltonová          | Doris Hartová Marie Toomeyová                         | 6–0, 6–1      |
| 1950 | Louise Brough Clappová Doris Hartová                 | Nancye Wynne Boltonová Thelma Coyne Longová           | 6–2, 2–6, 6–3 |
| 1951 | Thelma Coyne Longová Nancye Wynne Boltonová          | Joyce Fitchová Mary Bevis Hawtonová                   | 6–2, 6–1      |
| 1952 | Thelma Coyne Longová Nancye Wynne Boltonová          | Allison Burton Bakerová Mary Bevis Hawtonová          | 6–1, 6–1      |
| 1953 | Maureen Connollyová Julia Sampson Haywardová         | Mary Bevis Hawtonová Beryl Penroseová                 | 6–4, 6–2      |
| 1954 | Mary Bevis Hawtonová Beryl Penroseová                | Hazel Redick-Smithová Julia Wipplingerová             | 6–3, 8–6      |
| 1955 | Mary Bevis Hawtonová Beryl Penroseová                | Nell Hall Hopmanová Gwen Thieleová                    | 7–5, 6–1      |
| 1956 | Mary Bevis Hawtonová Thelma Coyne Longová            | Mary Carterová Beryl Penroseová                       | 6–2, 5–7, 9–7 |
| 1957 | Althea Gibsonová Shirley Fry Irvinová                | Mary Bevis Hawtonová Fay Mullerová                    | 6–2, 6–1      |
| 1958 | Mary Bevis Hawtonová Thelma Coyne Longová            | Lorraine Coghlan Robinsonová Angela Mortimerová       | 7–5, 6–8, 6–2 |
| 1959 | Renée Schuurman Haygarthová Sandra Reynoldsová       | Lorraine Coghlan Robinsonová Mary Carterová           | 7–5,6–4       |
| 1960 | Maria Buenová Christine Trumanová                    | Lorraine Coghlan Robinsonová Margaret Courtová        | 6–2, 5–7, 6–2 |
| 1961 | Mary Carterová Margaret Courtová                     | Mary Bevis Hawtonová Jan Lehane O'Neillová            | 6–4, 3–6, 7–5 |
| 1962 | Margaret Courtová Robyn Ebbernová                    | Darlene Hardová Mary Carterová                        | 6–4, 6–4      |
| 1963 | Margaret Courtová Robyn Ebbernová                    | Jan Lehane O'Neillová Lesley Turner Bowreyová         | 6–1, 6–3      |
| 1964 | Judy Tegartová Daltonová Lesley Turner Bowreyová     | Robyn Ebbernová Margaret Courtová                     | 6–4, 6–4      |
| 1965 | Margaret Courtová Lesley Turner Bowreyová            | Robyn Ebbernová Billie Jean Kingová                   | 1–6, 6–2, 6–3 |
| 1966 | Carole Caldwell Graebnerová Nancy Richeyová          | Margaret Courtová Lesley Turner Bowreyová             | 6–4, 7–5      |
| 1967 | Lesley Turner Bowreyová Judy Tegartová Daltonová     | Lorraine Coghlan Robinsonová Évelyne Terrasová        | 6–0, 6–2      |
| 1968 | Karen Krantzckeová Kerry Melville Reidová            | Judy Tegartová Daltonová Lesley Turner Bowreyová      | 6–4, 3–6, 6–2 |

### Otevřená éra
| Rok       | vítězky                                            | finalistky                                       | výsledek               |
| --------- | -------------------------------------------------- | ------------------------------------------------ | ---------------------- |
| 1969      | Margaret Courtová Judy Tegartová Daltonová         | Rosie Casalsová Billie Jean Kingová              | 6–4, 6–4               |
| 1970      | Margaret Courtová Judy Tegartová Daltonová         | Karen Krantzckeová Kerry Melville Reidová        | 6–3, 6–1               |
| 1971      | Evonne Goolagongová Margaret Courtová              | Joy Emersonová Lesley Huntová                    | 6–0, 6–0               |
| 1972      | Kerry Harrisová Helen Gourlay Cawleyová            | Patricia Colemanová Karen Krantzckeová           | 6–0, 6–4               |
| 1973      | Margaret Courtová Virginia Wadeová                 | Kerry Harrisová Kerry Reidová                    | 6–4, 6–4               |
| 1974      | Evonne Goolagongová Peggy Michelová                | Kerry Harrisová Kerry Reidová                    | 7–5, 6–3               |
| 1975      | Evonne Goolagong Cawleyová Peggy Michelová         | Margaret Courtová Olga Morozovová                | 7–6, 7–6               |
| 1976      | Evonne Goolagong Cawleyová Helen Gourlay Cawleyová | Lesley Turner Bowreyová Renáta Tomanová          | 8–1                    |
| 1977(I)   | Dianne Fromholtzová Helen Gourlay Cawleyová        | Kerry Melville Reidová Betsy Nagelsenová         | 5–7, 6–1, 7–5          |
| 1977(XII) | Evonne Goolagong Cawleyová Helen Gourlay Cawleyová | Mona Schallau Guerrantová Kerry Melville Reidová | sdílený titul pro déšť |
| 1978      | Betsy Nagelsenová Renáta Tomanová                  | Naoko Satóová Pam Whytcrossová                   | 7–5, 6–2               |
| 1979      | Judy Connor Chalonerová Diane Evers Brownová       | Leanne Harrisonová Marcella Meskerová            | 6–1, 3–6, 6–0          |
| 1980      | Martina Navrátilová Betsy Nagelsenová              | Ann Kiyomurová Candy Reynoldsová                 | 6–4, 6–4               |
| 1981      | Kathy Jordanová Anne Smithová                      | Martina Navrátilová Pam Shriverová               | 6–2, 7–5               |
| 1982      | Martina Navrátilová Pam Shriverová                 | Claudia Kohde-Kilschová Eva Pfaffová             | 6–4, 6–2               |
| 1983      | Martina Navrátilová Pam Shriverová                 | Anne Hobbsová Wendy Turnbullová                  | 6–4, 6–7, 6–2          |
| 1984      | Martina Navrátilová Pam Shriverová                 | Claudia Kohde-Kilschová Helena Suková            | 6–3, 6–4               |
| 1985      | Martina Navrátilová Pam Shriverová                 | Claudia Kohde-Kilschová Helena Suková            | 6–3, 6–4               |
| 1986      | nehráno                                            | nehráno                                          | nehráno                |
| 1987      | Martina Navrátilová Pam Shriverová                 | Zina Garrisonová Lori McNeilová                  | 6–1, 6–0               |
| 1988      | Martina Navrátilová Pam Shriverová                 | Chris Evertová Wendy Turnbullová                 | 6–0, 7–5               |
| 1989      | Martina Navrátilová Pam Shriverová                 | Patty Fendicková Jill Hetheringtonová            | 3–6, 6–3, 6–2          |
| 1990      | Jana Novotná Helena Suková                         | Patty Fendicková Mary Joe Fernandezová           | 7–6(7–5), 7–6(8–6)     |
| 1991      | Patty Fendicková Mary Joe Fernandezová             | Gigi Fernándezová Jana Novotná                   | 7–6(7–4), 6–1          |
| 1992      | Arantxa Sánchez Vicariová Helena Suková            | Mary Joe Fernandezová Zina Garrisonová           | 6–4, 7–6(7–3)          |
| 1993      | Gigi Fernándezová Nataša Zverevová                 | Pam Shriverová Elizabeth Sayers Smylieová        | 6–4, 6–3               |
| 1994      | Gigi Fernándezová Nataša Zverevová                 | Patty Fendicková Meredith McGrathová             | 6–4, 4–6, 6–4          |
| 1995      | Jana Novotná Arantxa Sánchez Vicariová             | Gigi Fernándezová Nataša Zverevová               | 6–3, 6–7(7–9), 6–4     |
| 1996      | Chanda Rubinová Arantxa Sánchez Vicariová          | Lindsay Davenportová Mary Joe Fernandezová       | 7–5, 2–6, 6–4          |
| 1997      | Martina Hingisová Nataša Zverevová                 | Lindsay Davenportová Lisa Raymondová             | 6–2, 6–2               |
| 1998      | Martina Hingisová Mirjana Lučićová                 | Lindsay Davenportová Nataša Zverevová            | 6–4, 2–6, 6–3          |
| 1999      | Martina Hingisová Anna Kurnikovová                 | Lindsay Davenportová Nataša Zverevová            | 7–5, 6–3               |
| 2000      | Lisa Raymondová Rennae Stubbsová                   | Martina Hingisová Mary Pierceová                 | 6–4, 5–7, 6–4          |
| 2001      | Serena Williamsová Venus Williamsová               | Lindsay Davenportová Corina Morariuová           | 6–2, 4–6, 6–4          |
| 2002      | Martina Hingisová Anna Kurnikovová                 | Daniela Hantuchová Arantxa Sánchez Vicariová     | 6–2, 6–7(7–9), 6–1     |
| 2003      | Serena Williamsová Venus Williamsová               | Virginia Ruano Pascualová Paola Suárezová        | 4–6, 6–4, 6–3          |
| 2004      | Virginia Ruano Pascualová Paola Suárezová          | Světlana Kuzněcovová Jelena Lichovcevová         | 6–4, 6–3               |
| 2005      | Světlana Kuzněcovová Alicia Moliková               | Lindsay Davenportová Corina Morariuová           | 6–3, 6–4               |
| 2006      | Jen C’ Čeng Ťie                                    | Lisa Raymondová Samantha Stosurová               | 2–6, 7–6(9–7), 6–3     |
| 2007      | Cara Blacková Liezel Huberová                      | Čan Jung-žan Čuang Ťia-žung                      | 6–4, 6–7(4–7), 6–1     |
| 2008      | Aljona Bondarenková Kateryna Bondarenková          | Viktoria Azarenková Šachar Pe'erová              | 2–6, 6–1, 6–4          |
| 2009      | Serena Williamsová Venus Williamsová               | Daniela Hantuchová Ai Sugijamová                 | 6–3, 6–3               |
| 2010      | Serena Williamsová Venus Williamsová               | Cara Blacková Liezel Huberová                    | 6–4, 6–3               |
| 2011      | Gisela Dulková Flavia Pennettaová                  | Viktoria Azarenková Maria Kirilenková            | 2–6, 7–5, 6–1          |
| 2012      | Světlana Kuzněcovová Věra Zvonarevová              | Sara Erraniová Roberta Vinciová                  | 5–7, 6–4, 6–3          |
| 2013      | Sara Erraniová Roberta Vinciová                    | Ashleigh Bartyová Casey Dellacquová              | 6–2, 3–6, 6–2          |
| 2014      | Sara Erraniová Roberta Vinciová                    | Jekatěrina Makarovová Jelena Vesninová           | 6–4, 3–6, 7–5          |
| 2015      | Bethanie Mattek-Sandsová Lucie Šafářová            | Čan Jung-žan Čeng Ťie                            | 6–4, 7–6(7–5)          |
| 2016      | Martina Hingisová Sania Mirzaová                   | Andrea Hlaváčková Lucie Hradecká                 | 7–6(7–1), 6–3          |
| 2017      | Bethanie Mattek-Sandsová Lucie Šafářová            | Andrea Hlaváčková Pcheng Šuaj                    | 6–7(4–7), 6–3, 6–3     |
| 2018      | Tímea Babosová Kristina Mladenovicová              | Jekatěrina Makarovová Jelena Vesninová           | 6–4, 6–3               |
| 2019      | Samantha Stosurová Čang Šuaj                       | Tímea Babosová Kristina Mladenovicová            | 6–3, 6–4               |
| 2020      | Tímea Babosová Kristina Mladenovicová              | Sie Šu-wej Barbora Strýcová                      | 6–2, 6–1               |
| 2021      | Elise Mertensová Aryna Sabalenková                 | Barbora Krejčíková Kateřina Siniaková            | 6–2, 6–3               |
| 2022      | Barbora Krejčíková Kateřina Siniaková              | Anna Danilinová Beatriz Haddad Maiová            | 6–7(3–7), 6–4, 6–4     |
| 2023      | Barbora Krejčíková Kateřina Siniaková              | Šúko Aojamová Ena Šibaharaová                    | 6–4, 6–3               |
| 2024      | Elise Mertensová Sie Šu-wej                        | Ljudmyla Kičenoková Jeļena Ostapenková           | 6–1, 7–5               |
| 2025      | Kateřina Siniaková Taylor Townsendová              | Sie Šu-wej Jeļena Ostapenková                    | 6–2, 6–7(4–7), 6–3     |